# Autrey-le-Vay
 Autrey-le-Vay  es una población y comuna francesa, situada en la región de Franco Condado, departamento de Alto Saona, en el distrito de Lure y cantón de Villersexel.

## Demografía
| 68 | 77 | 56 | 70 | 69 | 69 |
| Para los censos de 1962 a 1999 la población legal corresponde a la población sin duplicidades (Fuente: INSEE [Consultar]) |    |    |    |    |    |